# Jonathan Ang
Jonathan Ang (* 31. Januar 1998 in Markham, Ontario) ist ein kanadischer Eishockeyspieler, der Oktober 2024 beim HV71 aus der Svenska Hockeyligan (SHL) unter Vertrag steht und dort auf der Position des Centers spielt. Ang wurde im NHL Entry Draft 2016 an der 94. Stelle von den Florida Panthers aus der National Hockey League (NHL) ausgewählt.

## Karriere
Ang verbrachte seine Juniorenzeit zwischen 2014 und 2018 in der Ontario Hockey League (OHL), wo er für die Peterborough Petes und Sarnia Sting auflief. Während dieser Zeit wurde er im NHL Entry Draft 2016 in der vierten Runde an der 94. Position von den Florida Panthers aus der National Hockey League (NHL) ausgewählt.
Nach der Beendigung seiner Juniorenkarriere wechselte er zur Saison 2018/19 in die Organisation der Panthers, wo er die folgenden zweieinhalb Spielzeiten für deren Farmteam, die Springfield Thunderbirds, aus der American Hockey League (AHL) spielte. Im Januar 2021 wurde der laufende Vertrag jedoch vorzeitig aufgelöst und der Kanadier wechselte daraufhin in die Schweiz. Dort absolvierte er die restliche Saison 2020/21 für den HC Thurgau in der Swiss League. In seiner zweiten Saison in der Schweiz hatte Ang die drittmeisten Punkte der Liga und machte sich somit auf sich aufmerksam, so dass der Ligakonkurrent und Aufsteiger in der National League, EHC Kloten, ihn für zwei Jahre unter Vertrag nahm. Das Engagement endete jedoch zum Saisonende 2023/24, woraufhin der Kanadier zum Ligakonkurrenten HC Ambrì-Piotta wechselte.
Nach nur sieben Einsätzen verließ Ang den HCAP bereits Ende Oktober 2024 und wechselte zum HV71 in die Svenska Hockeyligan (SHL).

## Karrierestatistik
Stand: Ende der Saison 2024/25

### International
Vertrat Kanada bei:
- World U-17 Hockey Challenge November 2014

(Legende zur Spielerstatistik: Sp oder GP = absolvierte Spiele; T oder G = erzielte Tore; V oder A = erzielte Assists; Pkt oder Pts = erzielte Scorerpunkte; SM oder PIM = erhaltene Strafminuten; +/− = Plus/Minus-Bilanz; PP = erzielte Überzahltore; SH = erzielte Unterzahltore; GW = erzielte Siegtore; 1 Play-downs/Relegation; Kursiv: Statistik nicht vollständig)